# Степне (Донецький район)
Степне́ — селище Амвросіївської міської громади Донецького району Донецької області, Україна.

## Загальні відомості
Відстань до центру громади становить близько 22 км і проходить автошляхом Т 0507.
Землі селища межують із територією Матвієво-Курганського району Ростовської області Росії.
Унаслідок російської військової агресії із серпня 2014 р. Степне перебуває на тимчасово окупованій території.

## Історія
Драйлінґ (Dreilings-chutor) до 1917 — лютеранський хутір області Війська Донського, Таганрозький округ Мокро-Яланчацька/Анастасієвська волості; у радянські часи — Сталінська область, Амвросіївський район. Заснований у 1878 році. Засновники з колонії Рібенсдорф. Лютеранський прихід Таганрог. Землі 600 десятин. Мешканців: 65 (1911), 70 (1915), 100/89 німців (1926).
7 (20) листопада 1917 року, відповідно до Третього Універсалу Української Центральної Ради, увійшло до складу Української Народної Республіки.  

## Населення
За даними перепису 2001 року населення селища становило 45 осіб, із них 68,89 % зазначили рідною мову українську та 24,44 % — російську.